# Independência da Croácia

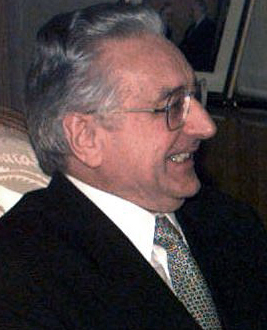
Franjo Tuđman, primeiro eleito democraticamente e primeiro presidente da moderna República independente da Croácia

A Independência da Croácia foi um processo iniciado com as mudanças no sistema político e as mudanças constitucionais em 1990 que transformaram a República Socialista da Croácia na República da Croácia, que por sua vez proclamou a Constituição de Natal e realizou o referendo de independência da Croácia em 1991.
Após o país declarar formalmente a independência em junho de 1991 e a dissolução de sua associação com a Iugoslávia, ele introduziu uma moratória de três meses sobre a decisão quando instado a fazê-lo pela Comunidade Europeia e pela Conferência sobre Segurança e Cooperação na Europa. Durante esse período, a Guerra da Independência da Croácia começou.
Em 8 de outubro de 1991, o Parlamento Croata cortou todos os laços restantes com a Iugoslávia. O Comitê de Arbitragem Badinter teve que decidir sobre o assunto. Finalmente, a independência da Croácia foi reconhecida internacionalmente em janeiro de 1992, quando tanto a Comunidade Econômica Europeia quanto as Nações Unidas concederam reconhecimento diplomático à Croácia, e o país foi aceito nas Nações Unidas logo depois.

## Antecedentes

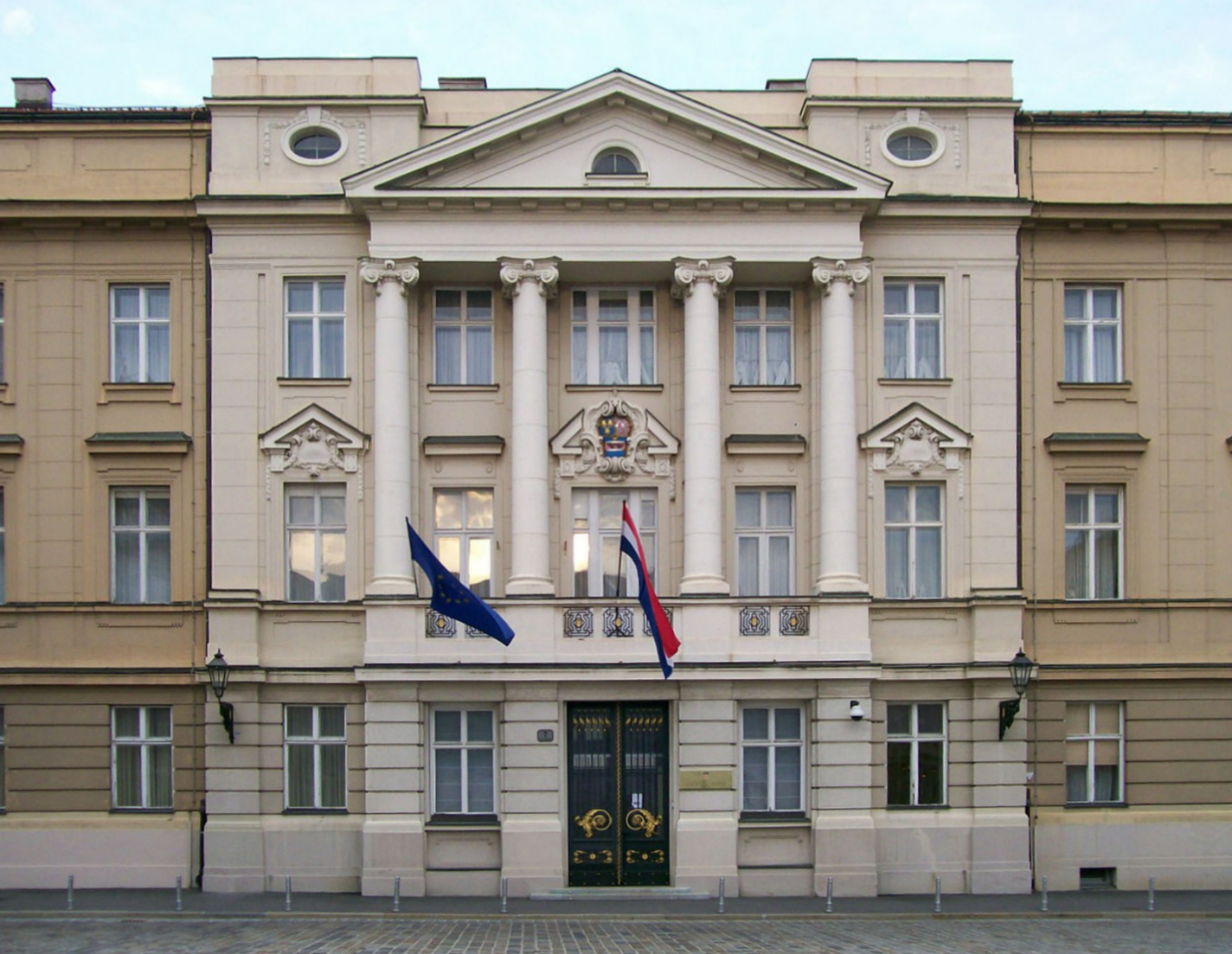
Edifício do Parlamento Croata

Durante o período da Segunda Guerra Mundial, de 1941 a 1945, a Croácia foi estabelecida como um estado-fantoche chamado Estado Independente da Croácia, governado pelo ultranacionalista e fascista Ustaše, apoiado pela Alemanha Nazista e pela Itália Fascista dentro do território do Reino da Iugoslávia. A partir de 1945, tornou-se uma unidade federal socialista da República Socialista Federativa da Iugoslávia, um estado de partido único administrado pela Liga dos Comunistas da Croácia, criada no final da Segunda Guerra Mundial na Iugoslávia. A Croácia desfrutava de um certo grau de autonomia dentro da federação iugoslava. Na viragem da década de 1970, um movimento de protesto nacional croata denominado Primavera Croata foi reprimido pela liderança jugoslava.  Ainda assim, a Constituição Jugoslava de 1974 concedeu maior autonomia às unidades federais, cumprindo essencialmente um objectivo da Primavera Croata e fornecendo uma base legal para a independência dos constituintes federativos. 
Na década de 1980, a situação política na Jugoslávia deteriorou-se, com a tensão nacional alimentada pelo Memorando da SANU Sérvia de 1986 e pelos golpes de 1989 na Voivodina, no Kosovo e em Montenegro.   À medida que a Eslovênia e a Croácia começaram a buscar maior autonomia dentro da federação, incluindo status confederado e até mesmo independência total, as ideias nacionalistas começaram a crescer nas fileiras da Liga dos Comunistas, ainda no poder. À medida que Slobodan Milošević ascendia ao poder na Sérvia, os seus discursos favoreciam a continuação de um estado iugoslavo unificado, no qual todo o poder seria centralizado em Belgrado.   Em março de 1989, a crise na Iugoslávia se aprofundou após a adoção de emendas à constituição sérvia que permitiram ao governo da república sérvia reafirmar o poder efetivo sobre as províncias autônomas de Kosovo e Voivodina. Até então, uma série de decisões políticas eram legisladas dentro dessas províncias, e elas tinham direito a voto no nível da presidência federal iugoslava (seis membros das repúblicas e dois membros das províncias autônomas).  No discurso de Gazimestan, proferido em 28 de junho de 1989, Milošević comentou sobre as atuais "batalhas e disputas", dizendo que, embora não houvesse atualmente batalhas armadas, a possibilidade ainda não poderia ser excluída.  A situação política geral ficou mais tensa quando, em 1989, Vojislav Šešelj se associou publicamente a Momčilo Đujić, um líder Chetnik da Segunda Guerra Mundial.  Anos mais tarde, o líder sérvio croata Milan Babić testemunhou que Momčilo Đujić tinha apoiado financeiramente os sérvios na Croácia na década de 1990.  Por outro lado, Franjo Tuđman fez visitas internacionais no final da década de 1980 para angariar apoio da diáspora croata para a causa nacional croata. 

## Transição para a democracia e crise política
Em meados de 1989, partidos políticos diferentes do Partido Comunista foram permitidos pela primeira vez, iniciando uma transição do sistema de partido único. Vários novos partidos foram fundados na Croácia, incluindo a União Democrática Croata (em croata: Hrvatska demokratska zajednica) (HDZ), liderado por Franjo Tuđman. 
Em janeiro de 1990, o Partido Comunista se fragmentou em linhas nacionais, com a facção croata exigindo uma federação mais flexível. No 14º Congresso Extraordinário da Liga dos Comunistas da Iugoslávia, em 20 de janeiro de 1990, as delegações das repúblicas não conseguiram chegar a um acordo sobre as principais questões da federação iugoslava. As delegações croata e eslovena exigiram uma federação mais flexível, enquanto a delegação sérvia, liderada por Milošević, se opôs a isso. Como resultado, os delegados eslovenos e croatas abandonaram o Congresso.    Tendo completado a revolução antiburocrática na Voivodina, Kosovo e Montenegro, a Sérvia garantiu quatro dos oito votos para a presidência federal em 1991,  e foi capaz de influenciar fortemente a tomada de decisões a nível federal, porque as decisões desfavoráveis podiam ser bloqueadas; isso tornava o órgão governante ineficaz. Esta situação levou a objecções de outras repúblicas e a apelos à reforma da Federação Iugoslava. 
Em fevereiro de 1990, Jovan Rašković fundou o Partido Democrático Sérvio (SDS) em Knin. O seu programa afirmava que a “divisão regional da Croácia está ultrapassada” e que “não corresponde aos interesses do povo sérvio”.  O programa do partido endossou a reformulação das linhas regionais e municipais para refletir a composição étnica das áreas e afirmou o direito dos territórios com uma "composição étnica especial" de se tornarem autônomos. Isto ecoou a posição de Milošević de que as fronteiras internas da Jugoslávia deveriam ser redesenhadas para permitir que todos os sérvios vivessem num único país.  Membros proeminentes do SDS foram Milan Babić e Milan Martić, ambos os quais mais tarde se tornaram altos funcionários do RSK. Durante o seu julgamento posterior, Babić testemunharia que houve uma campanha mediática dirigida a partir de Belgrado que retratou os sérvios na Croácia como sendo ameaçados de genocídio pela maioria croata e que ele foi vítima dessa propaganda.  Em 4 de março de 1990, uma reunião de 50.000 sérvios foi realizada em Petrova Gora. As pessoas no comício gritaram comentários negativos dirigidos a Tuđman,  gritaram "Isto é a Sérvia",  e expressaram apoio a Milošević.  

## Movimentos políticos e agitação civil
No final de abril e início de maio de 1990, as primeiras eleições multipartidárias foram realizadas na Croácia, com a vitória de Franjo Tuđman resultando em mais tensões nacionalistas. 
Uma atmosfera tensa prevaleceu em 1990: em 13 de maio de 1990, uma partida de futebol foi realizada em Zagreb entre o time Dínamo de Zagreb e o time Estrela Vermelha de Belgrado. O jogo explodiu em violência entre torcedores de futebol e a polícia. 
Em 30 de maio de 1990, o novo Parlamento Croata realizou sua primeira sessão. O presidente Tuđman anunciou seu manifesto para uma nova Constituição e uma infinidade de mudanças políticas, econômicas e sociais, incluindo um plano para a Iugoslávia como uma confederação de estados soberanos. 
Em 25 de julho de 1990, a Croácia fez emendas constitucionais que afirmaram e efetivaram sua soberania – o prefixo "Socialista" foi retirado do nome do país, o Presidente da Croácia substituiu o Presidente da Presidência, além de outras mudanças.  As alterações na Constituição Croata de Julho de 1990 não se relacionaram com o estatuto dos Sérvios, que permaneceu idêntico ao concedido pela Constituição Croata de 1974 (com base na Constituição Iugoslava de 1974). 
Os sérvios nacionalistas na Croácia boicotaram o Sabor e tomaram o controle do território habitado pelos sérvios, montando bloqueios de estradas e votando para que essas áreas se tornassem autônomas. As "regiões autônomas" sérvias em breve se tornariam cada vez mais interessadas em alcançar a independência da Croácia.    
Depois que o HDZ chegou ao poder, eles realizaram uma purga de sérvios empregados na administração pública, especialmente na polícia.  Os sérvios da Croácia ocupavam um número desproporcional de cargos oficiais: em 1984, 22,6% dos membros da Liga dos Comunistas da Croácia e 17,7% dos funcionários nomeados na Croácia eram sérvios, incluindo 28-31% no Ministério do Interior (a polícia).   Enquanto que em 1981 representavam 11,5%  e em 1991, 12,2% da população total da Croácia.  Uma proporção ainda maior desses cargos tinha sido ocupada por sérvios na Croácia anteriormente, o que criou a percepção de que os sérvios eram guardiões do regime comunista. 
O Presidente Tuđman fez várias observações desajeitadas — como a de um discurso de 16 de abril de 1990  em que dizia que estava "contente por a sua mulher não ser sérvia"  que o historiador croata Ante Nazor descreveu como algo retirado do contexto.  Tudo isto foi deliberadamente distorcido pelos meios de comunicação de Milošević, a fim de despertar artificialmente o medo de que qualquer forma de uma Croácia independente seja um novo "estado ustashe": num caso, a TV Belgrado mostrou Tuđman a apertar a mão do chanceler alemão Helmut Kohl, acusando-os de conspirar para impor "um Quarto Reich".  O novo governo de Tuđman era nacionalista e insensível para com os sérvios, mas não representava uma ameaça para eles antes da guerra. 
A crise política aumentou quando as áreas povoadas por sérvios tentaram formar um enclave chamado Sérvia de Krajina, que pretendia se separar da Croácia se a própria Croácia tentasse se separar da Iugoslávia. A liderança sérvia em Krajina se recusou a reconhecer o governo da República da Croácia como tendo soberania sobre eles. A crise começou em Agosto de 1990 com a Revolução dos Troncos, quando os sérvios croatas cortaram árvores e as usaram para bloquear estradas.   Isto prejudicou o turismo croata e causou alarme na província da Dalmácia, uma vez que a Croácia sediava o Campeonato Europeu de Atletismo de 1990 em Split. 
Em 21 de Dezembro de 1990, foi aprovada uma nova "Constituição de Natal", que adoptou uma democracia liberal.  A constituição definiu a Croácia como "o estado nacional da nação croata e um estado de membros de outras nações e minorias que são seus cidadãos: sérvios... que têm garantida a igualdade com os cidadãos de nacionalidade croata..."  O estatuto dos sérvios foi alterado de uma nação explicitamente mencionada (narod) para uma nação listada juntamente com as minorias (narodi i manjine).  Esta alteração constitucional foi também lida pela maioria dos políticos sérvios como uma forma de retirar alguns dos direitos que os sérvios tinham recebido da anterior constituição socialista, e alimentou o extremismo entre os sérvios da Croácia.  Isto não se baseava na leitura literal da antiga Constituição da República Socialista Soviética da Croácia, que também tratava apenas os croatas como uma nação constitutiva, dizendo que a Croácia era um "estado nacional" para os croatas, um "estado" para os sérvios e outras minorias. 
Em 21 de fevereiro de 1991, a Croácia declarou a sua Constituição e as suas leis superiores às da RFSI,  e o Parlamento promulgou uma resolução formal sobre o processo de dissociação (em croata: razdruženje) da RSF Iugoslávia e possível nova associação com outras repúblicas soberanas. 
Mais de duzentos incidentes armados envolvendo os rebeldes sérvios e a polícia croata foram relatados entre agosto de 1990 e abril de 1991.  

## Referendo e decisões sobre a independência
Em 19 de Maio de 1991, as autoridades croatas realizaram o referendo croata sobre a independência.  As autoridades locais sérvias apelaram ao boicote da votação, que foi amplamente seguido pelos sérvios croatas.  No final, a maioria dos croatas aprovou a independência da Jugoslávia, com uma participação de 83,56% e as duas questões do referendo foram respondidas positivamente por 93,24% e 92,18% (resp.) do número total de votos. 
Em 25 de junho de 1991, o país declarou sua independência da RSFI, finalizando seu esforço para acabar com seu status de república constituinte.    Essa decisão do parlamento foi parcialmente boicotada pelos deputados do partido de esquerda. 
A Comunidade Económica Europeia e a Conferência sobre Segurança e Cooperação na Europa instaram imediatamente a Croácia e a Eslovénia a não serem reconhecidas como estados independentes devido ao receio de uma guerra civil na Jugoslávia.  Em meados de 1991, a Guerra da Independência da Croácia já tinha começado.  As áreas da Croácia controladas pelos sérvios faziam parte dos três "Oblasts Autóônomos Sérvios", mais tarde conhecidos como República Sérvia de Krajina,  a maior parte dos quais não estaria sob controlo croata até 1995,   e as restantes partes em 1998. 
A Croácia foi reconhecida pela primeira vez como um estado independente em 26 de junho de 1991 pela Eslovênia, que declarou sua independência no mesmo dia que a Croácia.  Mas, em 29 de Junho, as autoridades croatas e eslovenas concordaram com uma moratória de três meses sobre a declaração de independência, num esforço para aliviar as tensões.  O Acordo de Brijuni foi formalmente assinado numa reunião da Troika Ministerial da Comunidade Europeia e das autoridades jugoslavas, sérvias, eslovenas e croatas, em 7 de Julho.  A Lituânia foi o único estado que reconheceu a Croácia em 30 de julho. 
O Comitê de Arbitragem Badinter foi criado pelo Conselho de Ministros da Comunidade Econômica Europeia (CEE) em 27 de Agosto de 1991 para fornecer aconselhamento jurídico e critérios de reconhecimento às antigas repúblicas iugoslavas.  A comissão de cinco membros era composta por presidentes de tribunais constitucionais da CEE. 

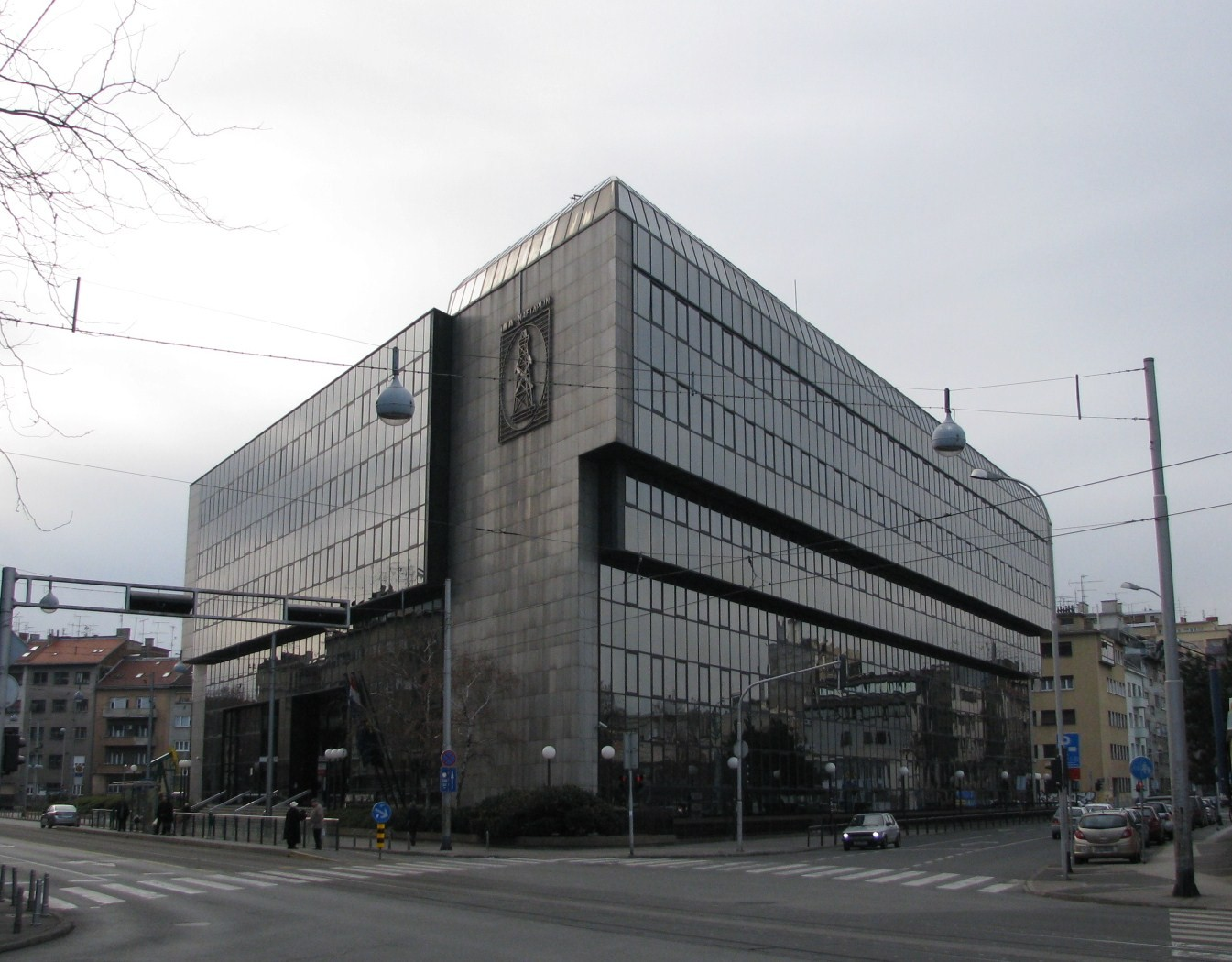
O edifício do INA na Rua Šubićeva, em Zagreb, foi selecionado por razões de segurança como o local da declaração de independência do parlamento em 8 de outubro de 1991

Em 7 de outubro, véspera do fim da moratória, a Força Aérea Iugoslava atacou Banski dvori, o principal edifício governamental em Zagreb.   Em 8 de outubro de 1991, a moratória expirou e o Parlamento Croata cortou todos os laços restantes com a Iugoslávia.  Essa sessão específica do parlamento foi realizada no edifício do INA na Avenida Pavao Šubić em Zagreb devido a preocupações de segurança provocadas pelo recente ataque aéreo iugoslavo;  Especificamente, temia-se que a Força Aérea Iugoslava pudesse atacar o edifício do parlamento.  Esta decisão foi tomada por unanimidade no Parlamento, e os únicos deputados parlamentares ausentes foram alguns dos partidos sérvios que estavam ausentes desde o início de 1991. 

## Reconhecimento geral
A Alemanha defendeu o rápido reconhecimento da Croácia, a fim de pôr fim à violência em curso nas áreas habitadas pelos sérvios, com Helmut Kohl solicitando reconhecimento no Bundestag em 4 de setembro. A posição de Kohl foi contestada pela França e pelo Reino Unido   e os Países Baixos, mas os países concordaram em adotar uma abordagem comum, seguindo a ação unilateral da Alemanha. Em 10 de outubro, dois dias após o Parlamento croata confirmar a declaração de independência, a CEE decidiu adiar qualquer decisão de reconhecimento da Croácia por dois meses. O ministro das Relações Exteriores alemão, Hans Dietrich Genscher, escreveu mais tarde que a CEE decidiu reconhecer a independência da Croácia em dois meses se a guerra não tivesse terminado até então. Com a guerra ainda em andamento quando o prazo expirou, a Alemanha apresentou sua decisão de reconhecer a Croácia como sua política e dever. A posição da Alemanha foi apoiada pela Itália e pela Dinamarca. A França e o Reino Unido tentaram impedir o reconhecimento alemão através da elaboração de uma resolução das Nações Unidas solicitando que nenhum país tomasse medidas unilaterais que pudessem piorar a situação na Iugoslávia. 

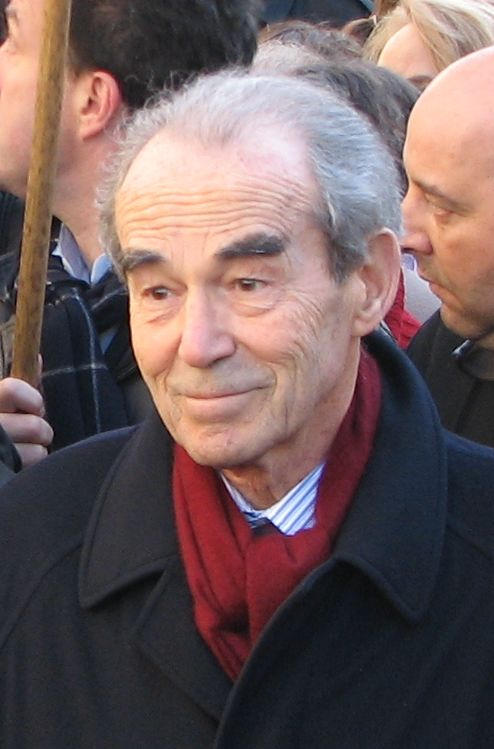
Robert Badinter presidiu a Comissão de Arbitragem da Conferência sobre a Jugoslávia

A partir do final de novembro de 1991, a Comissão Badinter emitiu uma série de dez pareceres. A Comissão declarou, entre outras coisas, que a Jugoslávia estava em processo de dissolução e que as fronteiras internas das repúblicas jugoslavas não poderiam ser alteradas, a menos que fossem livremente acordadas.  Os factores na preservação das fronteiras da Croácia antes da guerra foram as emendas constitucionais federais iugoslavas de 1971 e 1974, que garantiam que os direitos soberanos eram exercidos pelas unidades federais e que a federação tinha apenas a autoridade especificamente transferida para ela pela constituição.   As fronteiras foram definidas por comissões de demarcação em 1947. 
Por fim, a França e o Reino Unido recuaram durante o debate do Conselho de Segurança sobre o assunto em 14 de dezembro, quando a Alemanha pareceu determinada a desafiar a resolução da ONU. Em 17 de Dezembro, a CEE concordou formalmente em conceder à Croácia o reconhecimento diplomático em 15 de Janeiro de 1992, com base no seu pedido e num parecer positivo da Comissão de Arbitragem Badinter. 
Em seu Parecer nº 5 sobre a questão específica da independência da Croácia, a Comissão decidiu que a independência da Croácia ainda não deveria ser reconhecida, porque a nova Constituição croata não incorporava proteções para minorias exigidas pela Comunidade Europeia. Em resposta a esta decisão, o Presidente da Croácia, Franjo Tuđman, escreveu a Robert Badinter, dando garantias de que este défice seria corrigido. 
A Ucrânia e a Letônia foram as primeiras a reagir, reconhecendo a independência da Croácia na segunda semana de dezembro.  Na semana seguinte, a Islândia e a Alemanha reconheceram-no, em 19 de Dezembro de 1991, sendo os primeiros países da Europa Ocidental a fazê-lo. 
Em resposta às decisões da Comissão Badinter, a RSK declarou formalmente a sua separação da Croácia em 19 de Dezembro, mas a sua condição de Estado e independência não foram reconhecidas internacionalmente.  Em 26 de Dezembro, a Jugoslávia anunciou planos para um estado mais pequeno, que poderia incluir o território capturado à Croácia durante a guerra.  Este plano foi rejeitado pela Assembleia Geral da ONU. 
Mais três países decidiram reconhecer a Croácia antes da data prevista pela CEE de 15 de janeiro: a Estônia, a Santa Sé e São Marino.  A Comunidade Econômica Europeia concedeu finalmente o reconhecimento diplomático à Croácia em 15 de Janeiro de 1992, e as Nações Unidas fizeram-no em Maio de 1992.  

## Consequências
No período que se seguiu à declaração de independência, a guerra intensificou-se, com os cercos de Vukovar  e Dubrovnik  e combates noutros locais, até que um cessar-fogo de 3 de Janeiro de 1992 levou à estabilização e a uma redução significativa da violência. 
Com o fim de 1991, a segunda Iugoslávia deixou efetivamente de existir como um estado, com o primeiro-ministro Ante Marković e o presidente da presidência Stjepan Mesić renunciando em dezembro de 1991,  e um governo interino representando-o até a dissolução formal do país em abril de 1992. 
A guerra terminou efetivamente em agosto de 1995 com uma vitória decisiva para a Croácia como resultado da Operação Tempestade .  A Croácia estabeleceu as suas fronteiras actuais quando as restantes áreas da Eslavónia Oriental controladas pelos sérvios foram devolvidas à Croácia, nos termos do Acordo de Erdut de Novembro de 1995, tendo o processo sido concluído em janeiro de 1998. 

## Legado
Desde 2002, 8 de outubro é comemorado como o Dia da Independência da Croácia, enquanto 25 de junho é reconhecido como o Dia do Estado.   Anteriormente, o dia 30 de maio, que marca o dia em que o primeiro parlamento democrático foi constituído em 1990, era comemorado como o Dia da Independência.  
Embora não seja um feriado público, 15 de janeiro é marcado como o dia em que a Croácia ganhou reconhecimento internacional pela mídia e pelos políticos croatas.  No décimo aniversário do dia, em 2002, o Banco Nacional Croata cunhou uma moeda comemorativa de 25 kunas. 

## Símbolos
- Bandeira usada de 27 de junho–21 de dezembro de 1990[102]
- Brasão usado de 27 de junho–21 de dezembro de 1990
- Bandeira usada desde 21 de dezembro de 1990
- Brasão usado a partir de 21 de dezembro de 1990